# Dor de cabeça por estímulo frio
A dor de cabeça por estímulo frio ou dor de cabeça por estímulo gelado, conhecida popularmente por cefaleia do sorvete ou por congelamento do cérebro, é uma forma de dor de cabeça geralmente associada a ingestão rápida de alimentos como bebidas ou comidas geladas, tais como: gelados, sorvetes, ou picolés. É causada pelo contato de algo frio com o céu da boca e acredita-se ser o resultado de uma resposta nervosa que leva a rápida constrição e inchaço de vasos sanguíneos, ou a uma dor referida ao céu da boca, na cabeça. A taxa de ingestão de alimentos gelados tem sido estudada como um fator contribuinte. A dor de cabeça de estímulo frio é diferente da hipersensibilidade dentária, um tipo de dor de dente que pode ocorrer sob circunstâncias similares.
Já houve observação de situação semelhante em gatos e outros animais, com reações iguais quando submetidos a estímulos análogos.

## Terminologia
O termo cefaleia do sorvete provém do inglês "ice-cream headache" e tem sido usado desde 31 de janeiro de 1937, estando presente em um diário de Rebecca Timbres publicado na obra  We Didn't Ask Utopia: A Quaker Family in Soviet Russia, de 1939. O primeiro uso publicado do termo inglês para congelamento do cérebro — brain freeze — no sentido de dor de cabeça por estímulo frio foi em 1991. 7-Eleven tornou o termo uma marca registrada.

## Causa e frequência
Uma dor de cabeça de estímulo frio é o resultado direto do rápido resfriamento e aquecimento dos capilares dos seios da face, o que leva a períodos de vasoconstrição e de vasodilatação. Uma resposta similar, mas menos dolorosa, de vasos sanguíneos leva à aparência do rosto avermelhado quando se permanece fora de casa durante dias frios em países temperados. Em ambas as situações, a baixa temperatura leva os capilares dos seios da face a se contraírem e terem uma experiência de dilatação restauradora extrema à medida que se reaquecem.
No palato, essa dilatação é sentida por receptores de dor ao redor que enviam sinais em resposta ao cérebro pelo nervo trigêmeo, um dos principais nervos da área facial. Esse nervo também sente dor facial. Então, à medida que os sinais nervosos são conduzidos, o cérebro interpreta a dor como vinda da testa — o mesmo fenômeno de dor referida visto em ataques cardíacos. A dor pode durar de alguns segundos a alguns minutos. Pesquisas indicam que o mesmo mecanismo vascular e nervo estimulados no "congelamento do cérebro" causa a aura (distúrbio sensorial) e fases pulsantes (dor latejante) de enxaqueca.
É possível ser acometido pela dor de cabeça por estímulo frio tanto em clima quente quanto frio, porque o efeito depende mais da temperatura do alimento sendo consumido que da ambiental. A dor de cabeça produzida quando uma broca de alta velocidade atravessa a tábua inferior do crânio, geralmente em pessoas acordadas ou sedadas em procedimentos cirúrgicos, é similar à dor de cabeça por estímulo frio.

### Teoria da artéria cerebral anterior
Outra teoria sobre a causa de dores de cabeça por estímulo frio baseia-se em um elevado fluxo sanguíneo para o cérebro pela artéria cerebral anterior, a qual providencia sangue oxigenado para a maioria das porções mediais dos lobos frontais e dos lobos parietais superiores. Acredita-se que tal aumento do volume de sangue e consequente aumento do calibre dessa artéria proporcionam a dor de cabeça por estímulo frio.
Quando a artéria cerebral anterior se contrai, controlando a resposta a esse elevado volume de sangue, a dor desaparece. A dilatação e a rápida contração desse vaso sanguíneo podem ser um tipo de autodefesa do cérebro.
Esse fluxo de sangue não pode ser liberado tão rapidamente quando ele vem durante a dor de cabeça por estímulo frio. Logo, o fluxo poderia aumentar a pressão no interior do crânio, e, desse modo, induzir a dor. À medida que a pressão intracraniana e a temperatura no cérebro aumentam, os vasos sanguíneos se contraem e a pressão no cérebro é reduzida antes de atingir níveis perigosos.

## Pesquisa
O fenômeno é suficientemente comum para ter sido o objeto de uma pesquisa publicada no periódico The British Medical Journal e na revista Scientific American. Um estudo conduzido por Maya Kaczorowski demonstrou uma maior incidência de dores de cabeça em sujeitos consumindo uma amostra de sorvete rapidamente, em menos de 5 segundos, do que naqueles que consumiram lentamente, levando mais de 30 segundos (27% e 12%, respectivamente).
De acordo com Nigel Bird, Anne MacGregor e Marcia I. Wilkinson, "17% dos pacientes de enxaqueca e 46% dos estudantes desenvolveram dor de cabeça após aplicação palatal ou deglutição de sorvete".

## Nota
1. ↑  O primeiro registro de uso do termo inglês para "congelamento cerebral" — "brain freeze" — (com um sentido diferente) foi em 1968 em um jornal acadêmico canadense.